# Typhochlaena
Genre
Typhochlaena est un genre d'araignées mygalomorphes de la famille des Theraphosidae.

## Distribution
Les espèces de ce genre sont endémiques du Brésil.

## Liste des espèces
Selon World Spider Catalog (version 26, 13/07/2025) :
- Typhochlaena amma Bertani, 2012
- Typhochlaena chapadensis Bertani, Antunes & Gallão, 2025
- Typhochlaena costae Bertani, 2012
- Typhochlaena curumim Bertani, 2012
- Typhochlaena paschoali Bertani, 2012
- Typhochlaena seladonia (C. L. Koch, 1841)

## Systématique et taxinomie
Ce genre a été décrit par C. L. Koch en 1850. Il est placé en synonymie avec Avicularia par Simon en 1892. Il est placé en synonymie avec Iridopelma par Smith en 1993. Il est relevé de synonymie par Bertani en 2012.

## Publication originale
- C. L. Koch, 1850 : Übersicht des Arachnidensystems. Nürnberg, vol. 5, p. 1-77 (texte intégral).